# 百済王貞連
百済王 貞連（くだらのこにきし さだつら / ていれん）は、平安時代中期の貴族。
興世王は平将門に謀反を勧めた人物とされており、百済王貞連は平将門の乱の遠因を作った人物とされる。

## 経歴
延元元年（923年）には内舎人として名が見える。
承平9年（939年）5月には武蔵守として武蔵国に下向した（なお、類聚符宣抄第八には「前上総介・従五位下」と記されているため、923年から939年の間に上総介を拝任し、従五位下に叙されたことがわかる）。しかし、貞連は武蔵権守・興世王と不仲で、貞連は興世王を国庁の会議に全く列席させなかったため、興世王は任地を離れて下総国の平将門のもとに身を寄せた。これが平将門の乱の遠因となった。

## 補注